# 鍼灸甲乙経
鍼灸甲乙経（しんきゅうこういつきょう）は、中国の西晋時代に皇甫謐（こうほひつ）によって編纂された伝統中国医学の古典で、具体的な鍼灸の臨床について記述されている、もっとも古い書物とされている。全12巻。
黄帝内経素問や、失われた明堂経からの引用に筆者自身の文章が混じっているため、問答体があったり、箇条書きがあったりと、書式は一定していない。しかし、ひとつひとつの経穴について、その部位（取穴法）や鍼を刺入する深さ、お灸の壮数などが具体的に書かれており、「経穴学」の書物は、ほとんどすべてがこれをよりどころとして書かれている。